# Aufstallung
Die Aufstallung meint das Halten von Nutzvieh in festen Ställen.  Weitergehend wird damit auch die Aufstallungsform beschrieben, wie die Anbindehaltung, die Haltung in Einzelboxen oder Kleingruppenbuchten oder ein herdengroßer Laufstall. 
Eine Weidehaltung ist das Gegenteil der Aufstallung.  Bei der Freilandhaltung kann das Vieh vom festen Stall frei auf angrenzende Weideflächen wechseln. Weitgehend verboten ist mittlerweile die Aufstallung in Kastenständen.
In einigen Staaten können Tierhalter zur Aufstallung verpflichtet werden, siehe 
Geflügel-Aufstallungsverordnung.